# 파스큘라
파스큘라(PASKYULA)는 일제강점기에 결성된 신경향파 문학 단체이다. 조선프롤레타리아예술가동맹의 모체가 되었다.

## 개요
1923년에 박영희와 김기진을 중심으로 도쿄 유학파 출신의 신경향파 문인들이 창립했다. 파스큘라라는 이름은 박영희의 성 머리글자인 'P'를 비롯하여 참가자들의 성이나 이름에서 머리글자를 따서 만든 것이다.
파스큘라는 프롤레타리아 문예운동을 조직적으로 펼치기 위해 "인생을 위한 예술", "현실과 투쟁하는 예술"을 표방하며 창립되었다. 주요 활동은 문예 강연과 작품 낭독회, 일본의 경향파 작가 초청 강연회 개최 등이다. 비슷한 목적의 염군사에 견주어 활동은 그다지 두드러지지 않았다.
외부적으로도 염군사는 문화를 내걸고 파스큘라는 문학을 내세웠다는 점에서 차이점이 있고, 염군사는 사회적 참여도가 높았던 반면 파스큘라는 문화적 교양 측면에서 염군사보다 깊이가 있었다. 두 단체는 결국 결합하여 1925년에 조선 프롤레타리아 예술가 동맹을 탄생시켰으며, 파스큘라 출신 문인들은 카프에서 주도적인 구실을 했다.

## 의의
파스큘라는 일본에서 유행한 프롤레타리아 문예 운동이 자연발생적으로 조선에 옮겨져와 경향파 문학을 형성하는 데 중요한 구실을 하였다. 본격적 목적 운동으로 내닫은 카프 이전에 한국 프로문학 운동의 개척자 구실을 맡았던 단체이다.

## 주요 참가자
- 박영희
- 김기진
- 김복진
- 연학년
- 안석영
- 김형원
- 이익상
- 이상화

## 참고자료
- 정한숙 (2003년 3월 20일). 〈5. 프로문학의 실상〉. 《현대한국문학사》. 서울: 고려대학교출판부. ISBN 8976414802.